# Heinz Haber
Pour les articles homonymes, voir Haber.
Heinz Haber (15 mai 1913 à Mannheim, Grand-duché de Bade - 13 février 1990 à Hambourg, Allemagne) est un physicien, un écrivain et un animateur de télévision allemand et américain reconnu pour ses livres et ses émissions télévisées de vulgarisation scientifique. Sa compétence à expliquer clairement les notions de sciences dites dures (chimie et physique, par exemple) a inspiré d'autres présentateurs scientifiques en Allemagne.

## Biographie
Heinz Haber est né le 15 mai 1913 à Mannheim dans le grand-duché de Bade. Après avoir étudié la physique à l'université de Heidelberg et à l'université de Berlin, où il a obtenu son doctorat, il sert en tant qu'aviateur de reconnaissance dans la Luftwaffe pendant la Seconde Guerre mondiale jusqu'en 1942.
Par la suite, il va au Kaiser-Wilhelm-Institut für Physik et y mène des recherches médicales sur les vols à haute altitude et haute vitesse pour le compte de la Luftwaffe. L'institut pour lequel il travaille a recours à des centaines de prisonniers du camp de concentration de Dachau dans différentes expériences qui servent à évaluer les risques de ces vols. Les résultats de ces travaux seront utilisés par la NASA. Les prisonniers qui survivent aux expériences sont le plus souvent tués, puis disséqués. Après la guerre, Heinz Haber participe au tribunal de Nuremberg lors du procès des médecins.
Après la guerre, Heinz Haber donne des cours à Heidelberg. En 1946, il émigre aux États-Unis et obtient un poste à la School of Aviation Medicine de l'USAAF à la Randolph Air Force Base. Avec son compatriote Hubertus Strughold et son frère, le Dr. Fritz Haber (3 avril 1912 - 21 août 1998), il fait des recherches pionnières en médecine spatiale vers la fin des années 1940. Les frères sont les premiers à proposer le vol parabolique pour simuler l'impesanteur. En 1952, Heinz Haber devient médecin adjoint à l'université de Californie à Los Angeles. Dans les années 1950, il est nommé consultant scientifique en chef de la société Walt Disney Pictures. En 1955, il anime conjointement l'épisode Man in Space (L'Homme dans l'espace). Lorsque l'administration du président américain Dwight D. Eisenhower demande à Walt Disney de créer un film sur l'usage civil de l'énergie nucléaire, Heinz Haber reçoit le mandat de mener le projet. Il anime le film Notre ami l'atome (en) et écrit un livre pour enfants, les deux expliquant la fission nucléaire en termes simples. La réalisation de Notre ami l'atome est en partie subventionnée par General Dynamics, un fabricant de réacteurs nucléaires. Dans ce film, Heinz Haber reprend une expérience qu'il a réalisée dans un autre documentaire audiovisuel. Il montre comment se déroule une réaction en chaîne nucléaire à l'aide de pièges à souris et de balles de ping-pong. Sur chaque piège tendu sont déposées deux balles. Lorsqu'une balle de ping-pong est lancée sur l'ensemble des pièges, un premier se referme en projetant deux balles dans les airs, lesquelles à leur tour provoquent le déclenchement d'autres pièges.
Dans les années 1960 et 1970, Heinz Haber est renommé en Allemagne en tant que vulgarisateur scientifique. Il rédige des éditoriaux et plusieurs livres. Il anime plusieurs téléséries, dont Professor Haber experimentiert, Das Mathematische Kabinett, Unser blauer Planet, Stirbt unser blauer Planet ?, Professor Haber berichtet et WAS IST WAS mit Professor Haber. De 1964 à 1990, il est l'éditeur du magazine de sciences allemand Bild der Wissenschaft.
Heinz Haber possède la compétence de vulgariser les notions scientifiques de façon à les rendre compréhensibles pour les profanes en utilisant un langage simple et divertissant sans négliger l'exactitude scientifique. Pour son travail, il a reçu plusieurs récompenses, dont le Adolf-Grimme-Preis et le Goldene Kamera.
Heinz Haber est mort le 13 février 1990 à Hambourg en Allemagne. Il a deux enfants, Kai (1943-) et Cathleen (1945-), de son premier mariage avec Anneliese et un troisième, Marc (1969-), de son second mariage avec Irmgard.
Il est inhumé au Cimetière de Blankenese à Hambourg.

## Publications
Cette section comprend une liste d'ouvrages rédigés par Heinz Haber.
- (en) Donald in Mathmagic Land, 7 éditions publiées entre 1989 et 2009
- (en) Our blue planet; the story of the earth's evolution by Heinz Haber, 4 éditions publiées entre 1969 et 1971 (il existe aussi des versions en allemand)
- (en) The Walt Disney story of our friend the atom by Walt Disney Productions, 7 éditions publiées entre 1956 et 1968
- (en) Stars, Men and Atoms, 5 éditions publiées entre 1962 et 1966 (il existe aussi des versions en chinois)
- (en) Man in space, 6 éditions publiées entre 1953 et 1955 (il existe des versions en deux autres langues)
- Space science; a new look at the universe, 2 éditions publiées en 1967
- (de) Unser blauer Planet : die Entwicklungsgeschichte der Erde, 11 éditions publiées entre 1965 et 1989
- (en) The physical environment of the flyer, 3 éditions publiées en 1954
- (en) Our blue planet: the story of earth's evolution, 4 eéditions publiées entre 1965 et 1971 (il existe des versions en deux autres langues)
- (de) Das Rastlose Luftmeer, 3 éditions publiées en 1987